# Andrea Legarreta
Andrea Legarreta  (Mexikóváros, Mexikó, 1972. július 12. –) mexikói színésznő és műsorvezető.

## Élete és pályafutása
1972. július 12-én született Mexikóvárosban. Karrierjét 1989-ben kezdte. 1990-ben az Alcanzar una estrella című sorozatban Adrianát alakította. 2002-ben Lupita szerepét játszotta a Hajrá skacok című telenovellában.
Férje Erik Rubín. Két gyermekük van.

## Filmográfia

### Televízió
- Minuto Para Ganar VIP (2013)
- Me quiero enamorar (2009) Műsorvezető
- Sexo y otros secretos (2007)
- Aquí entre dos (2000)
- Derbez en cuando (1999)
- Hoy (1998-) Műsorvezető
- Hoy Mismo (1997)
- Mujer, casos de la vida real (1996-2001) Laura
- Cómplices en familia (1996)
- Papá Soltero (1992) Grecia "Pobre Angelito"

#### Telenovellák
- Qué pobres tan ricos (2013-2014) Silvana Ruizpalacios Saravia
- Por ella soy Eva (2012) Önmaga
- A végzet hatalma (La fuerza del destino) (2011) Verónica Reséndiz
- Mindörökké szerelem (Mañana es para siempre) (2009) Riporter
- Amarte es mi pecado (2004) Műsorvezető
- Velo de novia (2003)
- Hajrá skacok (¡Vivan los niños!) (2002-2003) Maestra Lupita Gómez
- Una luz en el camino (1998) Ana Olvera de González
- No tengo madre (1997) Consuelito #2
- La sombra del otro (1996) María Elena "Malena" Gutiérrez
- Valentina (1993) Constanza "Connie" Basurto
- Baila conmigo (1992) Rebeca
- Alcanzar una estrella II (1991) Adriana Mastreta Navarrete
- Alcanzar una estrella (1990) Adriana Mastreta Navarrete
- Simplemente María (1989) Ivonne D'Angelle
- Mi segunda madre (1989) Denisse
- Carrusel (1989) Aurelia

### Filmek
- Mi villano favorito 2 (2013) Agente Lucy Wilde
- Zookeeper (2011) Jannet (Leona)
- La segunda noche (1999) Farmacéutica
- Crisis (1998)
- Educación sexual en breves lecciones (1993) Alejandra
- Ladrones de tumbas (1989) Andrea